# پیر ویس
پیر ویس (به لاتین: Pirveys) یک منطقهٔ مسکونی در جمهوری آذربایجان است که در شهرستان زنگلان واقع شده‌است.